# Camila Valero
Camila Valero Salas (Ciudad de México, 7 de enero de 1997) es una modelo y actriz mexicana.

## Biografía y carrera
Camila Valero Salas nació el 7 de enero de 1997 en Ciudad de México, siendo hija de la actriz y cantante Stephanie Salas, y del compositor y cantante Pablo Valero, así como la media hermana menor de la modelo Michelle Salas, nieta de la actriz Sylvia Pasquel, sobrina nieta de las cantantes Alejandra Guzmán y Rocío Banquells y bisnieta de la actriz de la Época de Oro del cine mexicano, Silvia Pinal.
En 2018, se mudó a Nueva York, Estados Unidos, para estudiar actuación en una escuela dedicada al teatro. Allí, consiguió un papel en una cinta llamada Dos veces tú. A finales de ese mismo año, obtuvo el protagónico en la cinta Perfectos desconocidos. En 2019, fue parte del reparto de la serie de Netflix Desenfrenadas.
En 2020, participó en la serie hispanomexicana Herederos por accidente con el papel de Mafer. Ese año, también intervino en El refugio, una serie de misterio y thriller donde interpretó al papel de Sofía. En 2022, realizó la serie de Amazon Prime Mala fortuna, interpretando a Rafaela. En 2023, fue una de las protagonistas de la serie de Netflix Pacto de silencio.

## Filmografía

### Cine
- Perfectos desconocidos (2018) - Nina[19]
- Dos veces tú (2018) - Stephanie[20]

### Televisión
- La historia de Juana (2024) - Juana Guadalupe Bravo[21]
- Pacto de silencio (2023) - Brenda Rey[22]
- Mala fortuna (2023) - Rafaela Urquiza[23]
- Viaje al centro de la tierra (2022) - Evelyn[24]
- Herederos por accidente (2020) - Mafer[25]
- El Refugio (2020) - Sofía[26][27]
- Desenfrenadas (2019) - Sofía[28]